# Guilherme Seta
Guilherme Seta de Morais Souza (São Paulo, 17 de dezembro de 2002) é um ator brasileiro. Iniciou sua carreira com apenas 1 ano de idade, mas tornou-se conhecido ao interpretar Davi no remake da telenovela Carrossel, do SBT.

## Biografia
Guilherme Seta nasceu em São Paulo, em 17 de dezembro de 2002, filho de Kátia de Seta e de Anderson de Morais Souza. Tem dois irmãos mais novos e um irmão mais velho por parte de pai. Após sua avó paterna sugerir, ele iniciou a carreira ainda bebê, realizando trabalhos publicitários em comerciais de diversas empresas.

## Carreira
O ator começou sua carreira artística com apenas 1 ano de idade, participando de um comercial das Pernambucanas, a partir deste contato com as câmeras não parou mais. Foi garoto propaganda do Shopping Vale Sul em São José dos Campos, onde fez uma campanha de Natal 2007 e outra para os Dia das Mães 2008. Fez diversos comerciais, entre eles pode-se destacar o da Vanish 2009, Hipercard 2010, Pernambucanas 2011, Telefônica 2011 na Espanha, campanha Dadalto Dias das Crianças 2011 no Espírito Santo, entre outros. Em 2010 estreou profissionalmente como ator no SBT em uma participação especial na novela Uma Rosa com Amor. Em 2009, Guilherme realizou testes para a série infantil O Esconderijo Secreto, do canal Discovery Kids. Em 2010, se tornou um dos protagonistas do programa, interpretando o Chico. As filmagens ocorriam em Buenos Aires, na Argentina, pois o programa que permaneceu no ar até 2013, era uma produção para toda a América Latina, com atores de outros países e versões gravadas em espanhol.
Em 2012, interpretou o protagonista do filme Boca na primeira fase e fez parte do curta–metragem Thomás Tristonho. No mesmo ano, integrou no remake da telenovela Carrossel do SBT, como o judeu Davi Rabinovich, papel que o tornou nacionalmente conhecido. Em julho de 2012, Guilherme participou com Larissa Manoela do videoclipe da música "Falta Coragem" da banda Condução do Sistema.

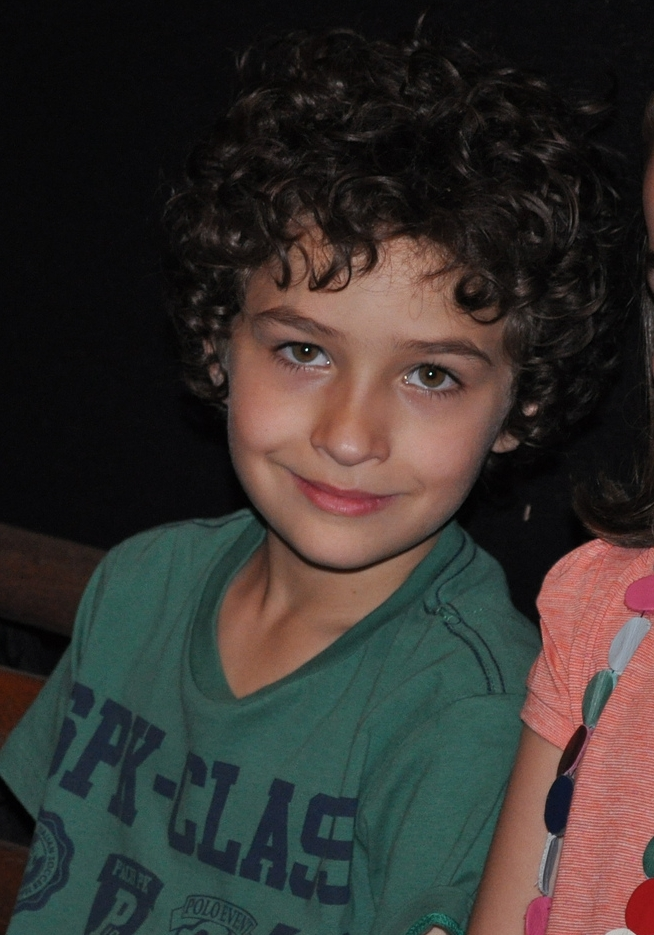
Guilherme em 2012, mesma época da novela Carrossel.

Ainda com o personagem Davi, em 2013 participou do Show Carrossel no Circo Tihany e das dublagens para o Carrossel em Desenho Animado. Em 2014 estreou no seriado spin-off Patrulha Salvadora, mesma época que foi indicado na categoria de Melhor Ator Infantil no Prêmio Contigo! de TV. No ano de 2015 fez mais uma estreia no cinema em Carrossel: O Filme, que ganhou sequência intitulado Carrossel 2: O Sumiço de Maria Joaquina em 2016. Ainda em 2016, interpretou Felipe na websérie Galera do Condomínio do YouTube. No ano seguinte, essa websérie rendeu o primeiro prêmio internacional da carreira do ator: o Rio Webfest como Melhor Performance Infanto Juvenil.
Em 2017 fez seu primeiro papel na RecordTV, com uma participação especial na primeira fase da novela O Rico e Lázaro. Ainda no mesmo ano, entrou para o elenco da série Juacas do Disney Channel Brasil, que se encerrou em 2019 com duas temporadas. Em 2019 ganhou destaque na novela Topíssima da RecordTV ao interpretar seu primeiro personagem adolescente: Fernando, que se tornava aviãozinho do tráfico e planejava um linchamento ao rapaz que foi responsável pela morte de sua irmã. Também na RecordTV, em 2021 Guilherme integrou o elenco da novela Gênesis  na fase José do Egito, interpretando o personagem Selá, irmão mais novo de Er e Onã. Em 16 de setembro de 2022, no streaming HBO Max o ator estreou o longa metragem #PartiuFama, uma comédia onde atuou como o protagonista Gabriel. No mesmo ano, na série Reis da RecordTV, durante a 4ª temporada interpretou Joabe, um rapaz de caráter dúbio e amargurado.

## Vida pessoal
Guilherme morou até 2018 em São Paulo. Por motivos profissionais, em 2019 mudou-se para o Rio de Janeiro.
Em setembro de 2022, o ator revelou estar namorando Beatriz Valente, com quem mantém um relacionamento desde junho do mesmo ano.

## Filmografia

### Televisão
| Ano     | Título                       | Papel                    | Notas                   |
| ------- | ---------------------------- | ------------------------ | ----------------------- |
| 2010    | Uma Rosa com Amor            | Amigo de Joãozinho       | Episódio: "18 de junho" |
| 2010–13 | O Esconderijo Secreto        | Chico                    |                         |
| 2012–13 | Carrossel                    | Davi Rabinovich          |                         |
| 2013    | Carrossel Especial de Natal  | Davi Rabinovich          | Especial de fim de ano  |
| 2014–15 | Patrulha Salvadora           | Davi Rabinovich          |                         |
| 2014    | É Natal, Mallandro!          | Davi Rabinovich          | Especial de fim de ano  |
| 2016    | Carrossel em Desenho Animado | Davi Ravinovich (voz)    | Dublagem                |
| 2017    | O Rico e Lázaro              | Hurzabum (jovem)         | Fase 1                  |
| 2017–19 | Juacas                       | Toco Maral               |                         |
| 2019    | Topíssima                    | Fernando Oliveira Soares |                         |
| 2021    | Gênesis                      | Selá (adulto)            |                         |
| 2022    | Reis                         | Joabe (jovem)            |                         |
| 2025    | Power Couple Brasil          | Participante (10º lugar) | Temporada 7             |

### Cinema
| Ano  | Título                                  | Papel                      | Notas          |
| ---- | --------------------------------------- | -------------------------- | -------------- |
| 2012 | Boca                                    | Hiroito Joanides (criança) |                |
| 2012 | Thomás Tristonho                        | Thomás Tristonho (criança) | Curta–metragem |
| 2015 | Carrossel - O Filme                     | Davi Rabinovich            |                |
| 2016 | Carrossel 2: O Sumiço de Maria Joaquina | Davi Rabinovich            |                |
| 2022 | #PartiuFama                             | Gabriel                    | Protagonista   |

### Internet
| Ano     | Título               | Papel     | Notas               |
| ------- | -------------------- | --------- | ------------------- |
| 2010–19 | Guilherme Seta       | Ele mesmo | Canal no YouTube    |
| 2016    | Galera do Condomínio | Felipe    | Websérie no YouTube |

### Videoclipes
| Ano  | Título        | Artista             |
| ---- | ------------- | ------------------- |
| 2012 | Falta Coragem | Condução do Sistema |
| 2018 | Meu Crush     | BFF Girls           |

## Teatro
| Ano  | Título                            | Papel           |
| ---- | --------------------------------- | --------------- |
| 2013 | A Árvore Berenice                 | João            |
| 2013 | Show Carrossel no Circo Tihany    | Davi Rabinovich |
| 2015 | As Crianças mais Amadas do Brasil | Ele mesmo       |
| 2017 | Mary Poppins                      | Michael Banks   |
| 2017 | Wicked: Musical                   | –               |
| 2017 | As Bruxas de Eastwick             | –               |
| 2017 | O Príncipe das Fadas              | Príncipe        |

## Discografia
| Ano  | Canção             | Álbum                                   |
| ---- | ------------------ | --------------------------------------- |
| 2012 | A Banda            | Carrossel Vol. 2                        |
| 2013 | Filhote do Filhote | Carrossel Especial Astros               |
| 2014 | Os Super-Heróis    | Patrulha Salvadora                      |
| 2015 | Carro-Céu          | Carrossel: O Filme                      |
| 2015 | PanaPaná           | Carrossel: O Filme                      |
| 2015 | Amiguinho          | Carrossel: O Filme                      |
| 2016 | De Zero a Dez      | Carrossel 2: O Sumiço de Maria Joaquina |

## Prêmios e indicações
| Ano  | Prêmio                      | Categoria                          | Trabalho             | Resultado |
| ---- | --------------------------- | ---------------------------------- | -------------------- | --------- |
| 2012 | Prêmio Magnífico            | Destaque do Ano em Televisão       | Carrossel            | Venceu    |
| 2012 | Telinha da TV Destaques     | Melhor Ator Mirim                  | Carrossel            | Indicado  |
| 2014 | Prêmio Contigo! de TV       | Melhor Ator Infantil               | Patrulha Salvadora   | Indicado  |
| 2017 | Rio Webfest (Internacional) | Melhor Performance Infanto Juvenil | Galera do Condomínio | Venceu    |
| 2020 | Prêmio Notícias de TV       | Melhor Ator Mirim                  | Topíssima            | Indicado  |